# Helge Almquist
Helge Knut Hjalmar Almquist (Stoccolma, 17 dicembre 1880 – Stoccolma, 29 febbraio 1944) è stato uno storico svedese.

## Biografia
Dal 1915 al 1926 ha svolto l'attività di insegnante di storia a Göteborg e successivamente viene nominato direttore degli archivi di Stato del suo Paese.

## Attività di studio
Helge Almquist ha condotto degli studi approfonditi sui rapporti politici intercorrenti tra la Russia e la Svezia. Ha apportato, inoltre, un contributo significativo alla storiografia della politica svedese della seconda metà del XVI secolo sino agli inizi del XVII secolo, nonché sugli Holstein-Gottorp nel periodo della grande guerra del nord.

## Opere
- (SV)  Sverige och Ryssland 1595-1611, Uppsala, 1907.
- (SV)  Tsarvalet år 1613, in Historiska studier tillägnade H. Hjärne, Uppsala 1908.
- (SV)  Ryssland och Sverige på Erik XIV: s och Johan III: s tid, in Svensk Humanistisk Tidskrijt, 1917.
- (SV)  Holstein-Gottorp, Sverigeoch den nordiska ligan i den politiska krisen 17133-14, Uppsala, 1918.